# Леселідзе Костянтин Миколайович
Костянти́н Микола́йович Леселі́дзе (груз. კონსტანტინე ნიკოლოზის ძე ლესელიძე; 15 жовтня 1903 — 21 лютого 1944)) — радянський воєначальник, Герой Радянського Союзу (1971, посмертно). У роки німецько-радянської війни був на посадах начальника артилерії 50-ї армії, пізніше командир стрілецького корпусу, з серпня 1942 року командувач 46-ї, 47-ї і 18-ї армій на Закавказькому, Північно-Кавказькому і 1-му українському фронтах, генерал-полковник. Брат Героя Радянського Союзу, підполковника В. М. Леселідзе.

## Біографія
Костянтин Миколайович Леселідзе згідно особовій справі народився 2 (15) жовтня 1903 (з інших джерел — по метричній книзі 1904 Озугетській свято-Мринінській церкви гурійсько-менгрельській єпархії — 15 (28) березня 1904) в місті Озургеті, Кутаїської губернії, Російської Імперії (з інших джерел -. згідно спогадам матері К. Н. Леселідзе — в селі Хварбеті Озургетського уїзду, Кутаїської губернії, Російської Імперії). Грузин за національністю.
З вересня 1912 року по травень 1913 року, Костянтин Леселідзе працював робітником на чайних плантаціях удільного відомства Чаква Батумської області.
З вересня 1913 по травень 1917 навчався в сільському 2-х класному училищі села Звані Озургетського повіту. З вересня 1917 року за травень 1919 навчався в Озургетського вищому початковому училищі. З вересня 1919 по травень 1921 навчався в Озургетського гімназії та в травні 1921 року вийшов з п'ятого класу.
Член Комуністичної Спілки Молоді з 1920 року. У Червоній Армії з 1921 року. З 27 травня 1921 року по серпень 1921 курсант Східної бригади курсантів Кавказької Червонопрапорної армії.
З серпня 1921 року по грудень 1922 курсант Грузинської об'єднаної військової школи. У 1922 році закінчив Грузинську об'єднану військову школу. З вересня 1922 року по жовтень 1922 брав участь в операціях проти загонів князя Чолокаева в Хевсуретії старшиною батареї в складі Грузинської військової об'єднаної школи. З грудня 1922 року по травень 1925 командир взводу Грузинської об'єднаної військової школи. З 10 лютого 1923 по 4 квітня 1923 брав участь у боротьбі проти озброєних загонів меншовиків, командиром взводу в складі Грузинської об'єднаної військової школи м. Озургеті. З 28 серпня 1924 року по 10 вересня 1924 брав участь у боротьбі проти озброєних загонів меншовиків у складі Грузинської об'єднаної військової школи м. Душеті.
Кандидат КП (б) (Комуністичної Партії (більшовиків)) з 28 червня 1924 Член ВКП (б) (Всесоюзної Комуністичної Партії (більшовиків)) з 10 липня 1925 року.
У 1925 році витримав випробування за курс нормальної артилерійської школи. З травня 1925 року за жовтень 1926 тимчасовий виконувач обов'язків помічника командира батареї Грузинської об'єднаної військової школи. З жовтня 1926 року на вересень 1927 помічник командира батареї Грузинської об'єднаної військової школи. З вересня 1927 року по листопад 1928 командир батареї 1-го Грузинського стрілецького полку Кавказької Червонопрапорної Армії. З листопада 1928 по вересень 1929 слухач Артилерійських курсів удосконалення командного складу РККА (АКУКС) в Дитячому Селі. З вересня 1929 року по лютий 1930 командир батареї 1-го Грузинського стрілецького полку Кавказької Червонопрапорної армії. З лютого 1930 по квітень 1931 командир дивізіону 5-го Грузинського стрілецького полку.
З квітня 1931 по липень 1937 командир і комісар 2-го Грузинського артилерійського полку.
Делегат IX з'їзду КП (б) Грузії (4 — 14 січня 1934 р.).
Делегат Х з'їзду КП (б) Грузії (15 — 21 травня 1937 р.)
З липня 1937 року по червень 1938 командир і комісар 63-й Грузинської стрілецької дивізії Закавказького військового округу. (За іншими джерелами — з серпня 1937 року по листопад 1937 помічник командира 63-й Грузинської стрілецької дивізії Закавказького військового округу. З листопада 1937 року по липень 1938 командир цієї дивізії.)
Постановою ЦК ВКП (б) і РНК СРСР від 7 березня 1938 року й наказом Наркома оборони СРСР від 16 квітня того ж року встановлюється єдина система комплектування Червоної Армії. У силу цього всі національні частини округу з 5 травня по 15 червня 1938 були переформовані на основі екстериторіального принципу, із збереженням їх номера, але без вказівки національної приналежності. Таким чином, його дивізія стала називатися 63-й гірськострілецької дивізією.
У червні 1938 року призначений начальником артилерії 5-ї стрілецької дивізії Білоруського Особливого військового округу. Обіймав цю посаду до лютого 1941 року. У вересні 1939 року брав участь у Польській кампанії. Потім 5-а стрілецька дивізія була введена на територію Литовської республіки.
У німецько-радянської війни з 25 червня 1941 року, брав участь у боях під Мінськом, Шклов, Кричово, Вязьмою, Брянськом, Бєлєва, Тулою — в Тульській оборонної операції, в Тульській наступальної операції, Калугою, Юхнова; учасник оборони перевалів центральній частині Головного Кавказького хребта, Краснодарському-Новоросійській, Новоросійської операції (1943), Новоросійсько-Таманської, Керченсько-ельтігенськая і Житомирсько-Бердичівської операцій.
З лютого 1941 року по серпень 1941 начальник артилерії 2-го стрілецького корпусу на Західному фронті. З серпня 1941 по 14 червня 1942 заступник командувача, він же начальник артилерії 50-ї армії Західного фронту. З червня 1942 року по серпень 1942 командир 3-го стрілецького корпусу Закавказького фронту. Війська армії під командуванням К. Н. Леселідзе героїчно обороняли Закавказзі, брали участь у визволенні Кавказу, у захопленні плацдарму на Керченському півострові в районі Ельтігена і в звільненні Правобережної України. З серпня 1942 року по січень 1943 командувач військами 46-ї армії Закавказького фронту.
На перевалах Головного Кавказького хребта вирішувалася тоді доля народів Близького Сходу та Азії.
З січня 1943 року по березень 1943 командувач військами 47-ї армії Закавказького фронту.
З березня 1943 року по січень 1944 командувач військами 18-ї армії Північно-Кавказького фронту, 1-го Українського фронту.

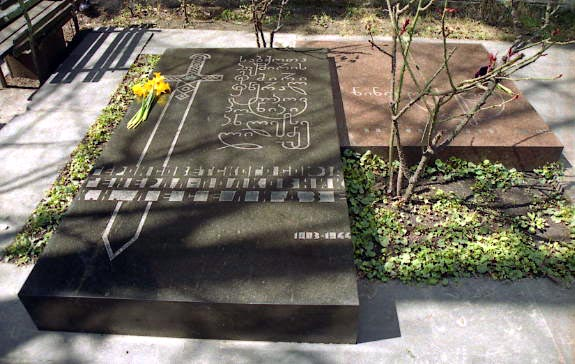
Могила К. Н. Леселідзе і його дружини в Дідубійському пантеоні письменників і громадських діячів у м. Тбілісі.

З 14 лютого 1944 К. Н. Леселідзе перебував на лікуванні в центральному військовому госпіталі Народного комісаріату оборони СРСР імені П. В. Мандрика в Москві, куди він був евакуйований з фронту для лікування важкої хвороби після ускладнення грипу.
21 лютого 1944, там же в госпіталі, генерал-полковник Леселідзе Костянтин Миколайович помер.
26 лютого 1944 похований у Тбілісі на Старо-Верійський кладовищі. 26 лютого 1974 перепохований в Дідубійському пантеоні письменників і громадських діячів у Тбілісі.

## Сім'я
- Батько — Леселідзе Микола Андрійович. Помер 8.02.1944 р.
- Мати — Леселідзе Ніна Павлівна. Померла 10.12.1965 р.
- Дружина — Ніна Іванівна (1906—1974). Похована в Дідубійському пантеоні письменників і громадських діячів у м. Тбілісі.
- Син — Отар Костянтинович (20.08.1926-13.05.1981), учасник другої світової війни, полковник.
- Дочка — Ізольда Костянтинівна (1934—1999), фізик.
- Брат — Леселідзе Давид Миколайович (2 (15) жовтня 1900. — 3 травня 1972), учасник Великої Вітчизняної війни, підполковник.
- Брат — Леселідзе Віктор Миколайович.
- Брат — Леселідзе Валеріан Миколайович (1 (14) червня 1910 р. — травень 1942).

З перших днів Великої Вітчизняної війни Валеріан Миколайович Леселідзе вступив до лав Червоної Армії і брав участь як командир мінометного розрахунку в Керчі (діюча ч-а Армія 384 польова поштова станція 251 г.с.п. підрозділ 33), наприкінці 1941 року він був поранений і лікувався у військовому госпіталі в місті Краснодарі, по видужанні він був направлений в 224-у грузинську стрілецьку дивізію в районі Керчі, де і зник безвісти.
- Сестра — Леселідзе Аграфіна Миколаївна (1 (14) січня 1915. — 18.08.1985 р.).

## Військові звання
- Полковник (17.02.1936).
- Генерал-майор артилерії (02.01.1942).
- Генерал-лейтенант (14.10.1942).
- Генерал-полковник (09.10.1943).

## Подяки, оголошені в Наказах Верховного Головнокомандувача[1]
- За звільнення міста Новоросійськ (16 вересня 1943 року).
- За звільнення Таманського півостріва (9 жовтня 1943 року).
- За прорив оборони на Житомирському напрямку і оволодіння населених пунктів (30 грудня 1943 року).
- За звільнення міста Житомир (1 січня 1944 року).
- За звільнення міста Бердичів (6 січня 1944).

## Нагороди[2]
- Орден «Трудового Червоного Прапора РСР Грузії» № 100 (29.03.1931);
- Орден Червоної Зірки № 832 (22.03.1936);
- Медаль «XX років Робітничо-Селянській Червоній Армії» № 34604 (14.11.1938);
- Орден Червоної Зірки № 24956 (31.08.1941);
- Орден Червоного Прапора № 24551 (12.04.1942);
- Орден Леніна № 9623 (13.12.1942);
- Орден Суворова 1-го ступеня № 54 (18.09.1943);
- Орден Кутузова 1-го ступеня № 66 (09.10.1943);
- Орден Богдана Хмельницького (СРСР) 1-го ступеня № 36 (10.01.1944);
- Медаль «За оборону Кавказу» (01.05.1944);
- Герой Радянського Союзу (13.05.1971).

## Пам'ять
- Указом Президії Верховної Ради Грузинської РСР від 1 червня 1944 про перейменування села Ермоловск і Сальменскої сільської Ради Гагринського району Абхазької АРСР затвердили подання Президії Верховної Ради Абхазької АРСР про перейменування центру Сальменскої сільської Ради Гагринського району села Ермоловск в село Леселідзе і Сальменскої сільської Ради — у Леселідзівска сільська Рада.
- На згадку про генерала Леселідзе названі вулиці в багатьох містах.
- З метою увічнення пам'яті видатного командира Червоної Армії генерал-полковника К. Н. Леселідзе, Рада Народних Комісарів Грузинської РСР 25 лютого 1944 ухвалив відповідно до вказівки Раднаркому Союзу РСР спорудити пам'ятник генерал-полковнику Леселідзе Костянтину Миколайовичу у місті Тбілісі. Яків Іванович Николадзе створив його скульптурний портрет. Мармуровий бюст роботи скульптора Я. І. Николадзе встановлений у місті Тбілісі у сквері по вулиці Леселідзе. У 1990 році бюст був пошкоджений натовпом бешкетуючих вандалів.
- У 1975 році в селищі Леселідзе відкрито пам'ятник К. Н. Леселідзе, автором якого є Сілован Якимович Какабадзе. Під час війни в Абхазії у вересні 1992 року після падіння Гагри абхазькою владою разом з іншими грузинськими пам'ятниками був знесений пам'ятник генерал-полковнику Костянтину Миколайовичу Леселідзе.
- У 1973 році став до ладу теплохід «Генерал Леселідзе». Побудований в Польській Народній Республіці. Закладено на судноверфі ім. Адольфа Варського в Щецині 20 квітня 1973, спущений на воду 20 вересня 1973. Державний прапор Союзу РСР піднято 17 грудня 1973. Тип — балкер. Регістровий номер 30641, номер приписки 101, порт приписки Батумі. Довжина найбільша 192,06 м, ширина 24,45 м. Найбільша осадка 10,667 м дедвейда 31923 т. Двигун — 1, тип 6 RMD 76, потужність 12000 к.с. максимальні оберти 122 об / хв. Гвинт ВРШ. У наприкінці 1973 роки після спуску на воду, судно прибуло в порт Ветспілс, звідки вирушило в першу закордонний рейс. Теплохід «Генерал Леселідзе» був на балансі Грузинського морського пароплавства до 1992 року. 1 липня 1992 судно було передано під назвою «Аджарія» спільному підприємству «Англо-Джорджія», який було засновано в Англії, в Лондоні пайовою участю «Совфракта» і «Грузинським морським пароплавством». 11 листопада 1996 судно у вигляді брухту було продано турецькій фірмі "SURMENE DENIZCILIK NACLLYAT TICARET LTD. STL ", а через два роки це судно придбала корейська фірма і теплохід покинув турецькі територіальні води.
- Республіканська спеціалізована школа-інтернат імені Героя Радянського Союзу генерал-полковника К. Н. Леселідзе (м. Тбілісі) — ліквідована.